# Tiny Core Linux
Tiny Core Linux (TCL) ist eine minimalistische Linux-Distribution auf Basis von BusyBox und FLTK. Im Gegensatz zu anderen Distributionen braucht TinyCore nur ein 17 MB großes Installationsmedium.
Tiny Core Linux benötigt mindestens einen Prozessor der i486-Architektur und 46 MB Arbeitsspeicher.
Tiny Core Linux wird komplett in den Arbeitsspeicher geladen und läuft dadurch sehr schnell. Durch die geringe Größe wird kaum Software mitgeliefert, allerdings kann der Anwender Debian-Pakete in einbindbare SCE-Pakete umwandeln.